# Nachal Sa'ar
Nachal Sa'ar (hebrejsky: נחל סער) je vodní tok o délce 12 km v Izraeli a na Golanských výšinách okupovaných Izraelem od roku 1967.
Začíná v severní části Golanských výšin, na jižních úbočích masivu Hermon v nadmořské výšce až 2000 metrů, východně od města Madždal Šams. Teče pak k jihozápadu, kde míjí jezero Ram a město Mas'ade. V dalším úseku teče Nachal Sa'ar hlubokým údolím k západu. Nad jeho severními svahy stojí město Ejn Kinije (do něj vede most Gešer ha-Jedidut, který vláda Státu Izrael opravila namísto původního mostu vyhozeného syrskou armádou během šestidenní války). V dolním úseku tok rychle sestupuje na úpatí Golanských výšin, kde nedaleko lokality Banias ústí do řeky Banias (neboli Nachal Chermon), jež její vodu odvádí do řeky Jordán v Chulském údolí. Nachal Sa'ar tvoří geografickou hranici mezi vlastní náhorní plošinou Golanských výšin a masivem Hermon. A po jižní straně této řeky byla již v dobách francouzské mandátní správy nad Sýrií postavena důležitá silnice, dnes označená jako dálnice číslo 99, jež navazovala na starší dopravní spojení mezi Baniasem a Damaškem.
Nachal Sa'ar má celoroční průtok, který v zimě živí dešťové a sněhové srážky a dosahuje 950 kubických metrů za hodinu, v létě 140. Část údolí je zahrnuta do přírodní rezervace Ja'ar Mas'ade a je turisticky využívána. Vzhledem k výraznému převýšení mezi prameništi a ústím tohoto vodního toku se zde nachází několik vodopádů, z nichž nejznámější je Mapal Resisim (מפל רסיסים) o výšce 24 metrů.